# Backmans Beach
Backmans Beach (do 21 sierpnia 1974 Backman Beach) – plaża (beach) w kanadyjskiej prowincji Nowa Szkocja, w hrabstwie Lunenburg, na północno-wschodnim wybrzeżu półwyspu Second Peninsula (44°24′24″N, 64°15′49″W); nazwa Backman Beach urzędowo zatwierdzona 2 lipca 1953.